# Nghiền bi động năng cao

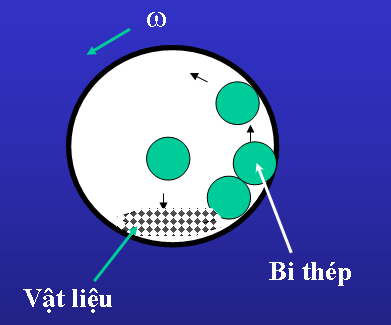
Nguyên lý kỹ thuật nghiền bi động năng cao.

Nghiền bi động năng cao hay Nghiền bi năng lượng cao (xuất phát từ tên gốc tiếng Anh là High-energy ball milling) là một kỹ thuật luyện kim bột cho phép tạo ra các bột vật liệu có kích thước vài chục nanomet bằng cách nghiền các vật liệu dựa trên sự va đập từ các bi thép cứng được quay trong buồng kín với tốc độ rất cao.

## Nguyên lý kỹ thuật

Nguyên lý máy nghiền bi trục ngang

Nguyên lý máy nghiền bi trục đứng (Máy nghiền bi hành tinh)

Phương pháp nghiền bi động năng cao là kỹ thuật dựa trên việc nghiền các vật liệu nhờ sự va đập của các bi thép (không rỉ) với vật liệu khi được đặt vào buồng kín được quay ly tâm với tốc độ rất cao (có thể đạt 650 vòng/phút đến vài ngàn vòng phút). Buồng chứa vật liệu được bao kín, có thể hút chân không cao và nạp các khí hiếm tạo môi trường bảo vệ. Quá trình hợp kim hóa diễn ra nhờ sự va đập và nhào trộn khi buồng được quay với tốc độ cao. Nhờ quá trình này, có thể tạo ra phản ứng pha rắn tạo ra các hợp chất.